# Ichthyophis bernisi
Ichthyophis bernisi es una especie de anfibio gimnofión perteneciente a la familia Ichthyophiidae.
Esta especie se considera endémica de Java (Indonesia), ya que se ha hallado solamente en esa isla, la localidad especifica aun no ha sido precisada.
Se presume que habita en bosque tropical húmedo, donde los adultos se caracterizan por llevar una vida subterránea. Es una especie ovípara, estos depositan los huevos en tierra y las larvas son acuáticas.